# TAM-5000
TAM-5000 je jugoslávský nákladní automobil se zvýšenou průchodností, který byl zařazován do Jugoslávské lidové armády na počátku roku 1960. Tento nákladní automobil byl nejslavnější a nejoblíbenější v Jugoslávské lidové armádě a vojáci jej lidově označovala „Dajc“. TAM-5000 byl používán pro přepravu personálu a materiálu, tahání kanónů, přívěsů a dalšího vybavení. 

## Verze
D - DV - DK  